# Birchy Bay
Birchy Bay es un pueblo canadiense situado en la provincia de Terranova y Labrador.

## Superficie
Birchy Bay tiene una superficie de 49,33 km².

## Demografía
En 2021, tenía 511 habitantes, una densidad poblacional de 10,4 hab./km², y 267 viviendas.